# جوناس ألسترومر (دبلوماسي)
جوناس ألسترومر (بالسويدية: Jonas Magnus Alströmer) هو دبلوماسي سويدي، ولد في 21 أغسطس 1877، وتوفي في 30 نوفمبر 1955.